# Wężykowo
Wężykowo (deutsch Heinrichswalde) ist ein Dorf in der polnischen Woiwodschaft Ermland-Masuren und gehört zur Landgemeinde Górowo Iławeckie (Landsberg/Ostpreußen) im Powiat Bartoszycki (Kreis Bartenstein).

## Geographische Lage
Wężykowo liegt nur einen Kilometer von der polnisch-russischen Staatsgrenze entfernt, elf Kilometer nordöstlich der Stadt Górowo Iławeckie. Bis Bagrationowsk, die in Russland liegt, sind es in Luftlinie nur vier Kilometer. Das Dorf ist erreichbar über eine Nebenstraße von Toprzyny (Topprienen) an der Woiwodschaftsstraße 511 in Richtung Piersele (Perscheln). Ein Bahnanschluss besteht nicht.

## Geschichte
Das bis 1945 Heinrichsdorf genannte Gutsdorf wurde 1866 gegründet. Zwischen 1874 und etwa 1882 war das Dorf in den Amtsbezirk Henriettenhof (er hieß ab 1928 „Amtsbezirk Althof“ (heute russisch: Orechowo)) einbezogen und wurde dann bis 1945 dem Amtsbezirk Gallehnen (heute polnisch: Gałajny), ab 1930 „Amtsbezirk Topprienen“ zugeordnet und gehörte so bis 1945 zum Kreis Preußisch Eylau im Regierungsbezirk Königsberg der preußischen Provinz Ostpreußen. Im Jahre 1910 wurde das Dorf von 89 Menschen bewohnt.
Am 30. September 1928 verlor Heinrichswalde seine Eigenständigkeit; der Ortsteil Gut Grünhöfchen (heute polnisch: Grądzik) wurde aus dem Gutsbezirk Heinrichswalde ausgegliedert und der Landgemeinde Tenknitten (russischer Name: Muromskoje, nicht mehr existent) zugeordnet, das restliche Gutsdorf Heinrichswalde kam zur Landgemeinde Topprienen.
In Kriegsfolge wurde das Dorf 1945 mit dem südlichen Ostpreußen nach Polen überführt und ist heute eine Ortschaft im Verbund der Gmina Górowo Iławeckie im Powiat Bartoszycki.

## Kirche

### Evangelisch
Bis 1945 war die Bevölkerung Heinrichswaldes fast ausnahmslos evangelischer Konfession. Das Dorf gehörte zum Kirchspiel der Kirche Klein Dexen (russisch: Furmanowo, nicht mehr existent) im Kirchenkreis Preußisch Eylau innerhalb der Kirchenprovinz Ostpreußen der Kirche der Altpreußischen Union. Aufgrund von Flucht und Vertreibung der einheimischen Bevölkerung kam das evangelisch-kirchliche Leben fast zum Erliegen. Die heute hier lebenden wenigen evangelischen Kirchenglieder gehören jetzt zur Kirchengemeinde Bartoszyce (Bartenstein), einer Filialgemeinde der Pfarrei in Kętrzyn (Rastenburg) in der Diözese Masuren der Evangelisch-Augsburgischen Kirche in Polen.

### Katholisch
Heute leben in Wężykowo fast nur katholische Kirchenglieder. Sie sind der Pfarrkirche in Gałajny (Gallehnen)im Dekanat Górowo Iławeckie im Erzbistum Ermland der Katholischen Kirche in Polen zugeordnet.